# Élections législatives de 2017 à Saint-Barthélemy et Saint-Martin
Les élections législatives françaises de 2017 se déroulent les 10 et 17 juin 2017. Dans les collectivités d'outre-mer de Saint-Barthélemy et de Saint-Martin, un député est à élire dans le cadre d'une circonscription unique.

## Élus
| Circonscription                                 | Député sortant | Parti | Parti | Députée élue  | Parti | Parti |
| ----------------------------------------------- | -------------- | ----- | ----- | ------------- | ----- | ----- |
| 1re                                             | Daniel Gibbs*  |       | LR    | Claire Javois |       | LR    |
| * député sortant ne se représentant pas en 2017 |                |       |       |               |       |       |

## Résultats
Député sortant : Daniel Gibbs (Les Républicains).
|                                                                                         |                                                                 |                           |                           |                          |                          |
|                                                                                         |                                                                 | Premier tour 10 juin 2017 | Premier tour 10 juin 2017 | Second tour 17 juin 2017 | Second tour 17 juin 2017 |
|                                                                                         |                                                                 |                           |                           |                          |                          |
|                                                                                         |                                                                 | Nombre                    | % des inscrits            | Nombre                   | % des inscrits           |
| Inscrits                                                                                | Inscrits                                                        | 25 391                    | 100,00                    | 25 414                   | 100,00                   |
| Abstentions                                                                             | Abstentions                                                     | 19 292                    | 75,98                     | 18 778                   | 73,89                    |
| Votants                                                                                 | Votants                                                         | 6 099                     | 24,02                     | 6 636                    | 26,11                    |
|                                                                                         |                                                                 |                           | % des votants             |                          | % des votants            |
| Bulletins blancs                                                                        | Bulletins blancs                                                | 114                       | 1,87                      | 185                      | 2,79                     |
| Bulletins nuls                                                                          | Bulletins nuls                                                  | 73                        | 1,20                      | 125                      | 1,88                     |
| Suffrages exprimés                                                                      | Suffrages exprimés                                              | 5 912                     | 96,93                     | 6 326                    | 95,33                    |
|                                                                                         |                                                                 |                           |                           |                          |                          |
| Candidat Étiquette politique (partis et alliances)                                      | Candidat Étiquette politique (partis et alliances)              | Voix                      | % des exprimés            | Voix                     | % des exprimés           |
|                                                                                         |                                                                 |                           |                           |                          |                          |
|                                                                                         | Claire Javois Les Républicains (Union pour la démocratie)       | 1 538                     | 26,01                     | 3 462                    | 54,73                    |
|                                                                                         | Inès Bouchaut-Choisy La République en marche                    | 1 286                     | 21,75                     | 2 864                    | 45,27                    |
|                                                                                         | Jacques Hamlet Divers                                           | 1 122                     | 18,98                     |                          |                          |
| Marthe Ogoundélé-Tessi Divers                                                           | 600                                                             | 10,15                     |                           |                          |                          |
| René Arnell Divers                                                                      | 331                                                             | 5,60                      |                           |                          |                          |
|                                                                                         | Patrick Ouvrard Front national                                  | 279                       | 4,72                      |                          |                          |
|                                                                                         | Anne-Karine Fleming Divers droite (dissidente Les Républicains) | 216                       | 3,65                      |                          |                          |
|                                                                                         | Benoît Chauvin Europe Écologie Les Verts                        | 185                       | 3,13                      |                          |                          |
|                                                                                         | Patricia Chance-Duzant Divers                                   | 127                       | 2,15                      |                          |                          |
| René-Jean Duret Divers (Parti du vote blanc)                                            | 121                                                             | 2,05                      |                           |                          |                          |
| Richard-Antoine Lédée Divers                                                            | 61                                                              | 1,03                      |                           |                          |                          |
|                                                                                         | Grégory Isambourg Union populaire républicaine                  | 27                        | 0,46                      |                          |                          |
|                                                                                         | Cyril Dieumegard Union des Patriotes                            | 19                        | 0,32                      |                          |                          |
| Source : Ministère de l'Intérieur - Circonscription de Saint-Barthélemy et Saint-Martin |                                                                 |                           |                           |                          |                          |